# The Story of the Clash, Volume 1
Albums de The Clash
Clash on Broadway
(1991)
The Story of the Clash, Volume 1 est une compilation du groupe The Clash. La compilation présente une vue d'ensemble relativement complète de leur carrière (à l'exception de leur dernier album, Cut the Crap). Un Volume 2 était prévu, constitué d'enregistrements live, mais reste inédit à ce jour.

## Titres
Toutes les chansons sont écrites par Joe Strummer et Mick Jones sauf indications contraires

### Disque 1
1. The Magnificent Seven (The Clash) — 4:27
2. Rock the Casbah (The Clash) — 3:42
3. This Is Radio Clash (The Clash) — 4:10
4. Should I Stay or Should I Go (The Clash) — 3:06
5. Straight to Hell (The Clash) — 5:30
6. Armagideon Time (Willi Williams, Jackie Mittoo) — 3:50
7. Clampdown — 3:50
8. Train in Vain — 3:10
9. The Guns of Brixton (Paul Simonon) — 3:12
10. I Fought the Law (Sonny Curtis) — 2:35
11. Somebody Got Murdered (The Clash) — 3:34
12. Lost in the Supermarket — 3:47
13. Bankrobber — 4:31

### Disque 2
1. (White Man) In Hammersmith Palais — 3:58
2. London's Burning — 2:09
3. Janie Jones — 2:04
4. Tommy Gun — 3:14
5. Complete Control — 3:12
6. Capital Radio One — 5:18
7. White Riot — 1:59
8. Career Opportunities — 1:51
9. Clash City Rockers — 3:57
10. Safe European Home — 3:49
11. Stay Free — 3:37
12. London Calling — 3:18
13. Spanish Bombs — 3:18
14. English Civil War (trad. arr. Strummer/Jones) — 2:34
15. Police & Thieves (Junior Murvin, Lee Scratch Perry) — 6:00